# Seven Seas of Rhye
„Seven Seas of Rhye“ je píseň britské rockové skupiny Queen. Napsal ji především zpěvák Freddie Mercury, přičemž výrazně přispěl i kytarista Brian May. Autorství je ale oficiálně připisováno pouze Mercurymu. Základní instrumentální verze se objevila na debutovém albu skupiny Queen (1973) a finální verze vyšla na následujícím albu Queen II (1974).
Dokončená verze skladby z roku 1974 rovněž vyšla jako třetí singl kapely. Po odvysílání na televizi BBC v seriálu Top of the Pops v únoru 1974 se stala jejich prvním hitem a dosáhla na 10. místo v UK Singles Chart. Je to nejdříve vydaná píseň, která byla později zařazena do kompilačního alba Greatest Hits, s výjimkou písně „Keep Yourself Alive“.

## Pozadí
Zpočátku byla tato píseň pouze instrumentální skladba, která uzavírala debutové album skupiny. Vylepšená verze písně byla plánovaná pro album Queen II, ale premiéru měla už 21. února 1974, když Queen dostali možnost zahrát píseň v pořadu Top of the Pops na stanici BBC. O dva dny později se píseň kapela rozhodla vydat i jako singl. Ten se umístil na 10. místě v žebříčku UK Singles Chart a právě tento úspěch přesvědčil Freddieho Mercuryho, aby se věnoval Queen na plný úvazek.

## Živá vystoupení
Píseň byla vyřazena ze setlistu v roce 1976 a nebyla hrána živě až do roku 1984, kdy byla pro The Works Tour do setlistu opět zařazena.

## Média
Píseň byla použita v traileru pro Borderlands 3.

## Obsazení nástrojů
- Freddie Mercury – hlavní zpěv, doprovodné vokály, klavír
- Brian May – elektrická kytara, doprovodné vokály
- Roger Taylor – bicí, gong, perkuse, doprovodné vokály
- John Deacon – basová kytara
- Roy Thomas Baker – stylofon